# Secondo Laura
Secondo Laura (Sanremo, 24 settembre 1833 – Torino, 1º febbraio 1902) è stato un medico italiano.
Fu docente di pediatria alla Regia Università di Torino ed è stato il fondatore dell'Ospedale infantile Regina Margherita di Torino nel 1880.
Laura fu battezzato nelle acque del Po da un missionario battista inglese e fondò la prima missione evangelica battista, della quale è erede la chiesa di via Bertola all'angolo con via Passalacqua; lo ricorda un piccolo monumento situato nel cortile della chiesa.
Fu presidente della neonata società cittadina per la cremazione, fondata nel 1882, il “Comitato promotore per l'erezione di un Crematoio in Torino”.